# しまなみ (企業)
株式会社しまなみは、愛媛県今治市大浜に本社を置く企業。今治市内の道の駅3箇所の管理運営を行っている他、観潮船の運航などを行っている。

## 概要
2007年より指定管理者の認可を受け、しまなみ海道沿線にある道の駅3箇所（よしうみいきいき館･伯方S・Cパーク・多々羅しまなみ公園）の管理運営を行っている。
2017年に今治市が指定を受けている国家戦略特区の一環で道の駅の民営化が認められ、2017年4月より3つの道の駅の設置者となっている。今治市からは2017年4月1日から2037年3月31日までの20年間、道の駅等の施設を無償貸与されている。道の駅の民営化は全国初である。

## 沿革
- 2006年11月17日 - 「株式会社しまなみ」設立。
- 2007年4月 - 指定管理者の認可を受け、道の駅よしうみいきいき館･道の駅伯方S・Cパーク・道の駅今治市多々羅しまなみ公園･よしうみローズ館の管理運営を開始。
- 2008年
  - 3月 - 来島海峡急流観潮船（くるしま）運航開始。
  - 4月 - 指定管理者の認可を受け、多々羅温泉の管理運営（2018年3月まで）を開始。
- 2009年4月 - 来島海峡急流観潮船（なかと）運航開始。
- 2016年1月 - 本社を今治市大浜町に移転。
- 2017年5月 - 第三種旅行業（愛媛県知事登録旅行業第3-199号）登録。
- 2021年3月 - 四国初の「cycleship」しまなみ　就航開始。

## 関連会社
- 株式会社イマダイコーポレーション(海運業)
- 株式会社エムエムハウス（不動産業）
- 協和汽船（海運業、2017年2月末解散）